# El valle del descanso
El valle del descanso, donde los cansados encuentran reposo es el título completo de un óleo sobre lienzo de 1858 y 1859 del pintor prerrafaelita inglés John Everett Millais, de 102,9 × 172, 7 cm. Muestra dos monjas en un cementerio, sobre el que ya se acerca la noche, que evoca una asociación primaria con el tema del memento mori, pero también alberga varias otras interpretaciones. El cuadro pertenece a la colección de la Tate Gallery de Londres.

## Cuadro

#### Imagen
En El valle del descanso, Millais representa a dos monjas católicas en primer plano, sus cabezas están niveladas y simétricas. La de la izquierda, una novicia, está ocupada cavando una tumba con una pala. Su cuerpo y antebrazo se tensan bajo el peso de una palada de tierra. A la izquierda ha dejado el pico. La de la derecha, sentada sobre una lápida que puede ser un ataúd, con dos coronas funerarias detrás, supervisa el trabajo, sosteniendo un rosario en sus manos entrelazadas del que cuelgan una cruz y una pequeña calavera, y vuelve una mirada aprensiva al espectador. Aparentemente, ambas monjas están ocupadas enterrando a alguien en un pequeño cementerio privado tapiado. Más allá del muro, las siluetas de los chopos y la campana de una capilla -posiblemente repicando- se divisan sobre el fondo de un cielo crepuscular, coloreado por la última luz del sol poniente. La nube alargada, que entonces se creyó que tenía la forma de un ataúd, se consideraba según las leyendas escocesas como un presagio de muerte.

#### Origen
En términos de estilo, todavía se considera que la pintura pertenece al período prerrafaelita de Millais. El método de trabajo mantiene la forma, muy realista y con mucho simbolismo. Después de completar la pintura, cambiaría a un estilo estético más convencional, que se vendió mejor.
Según la esposa de Millais, Effie la idea de la pintura surgió durante su viaje de luna de miel a Escocia en 1855. Millais quedó muy impresionado por el paisaje del lago en Inveraray, Argyll y Bute. Cuando su cochero les habló de las ruinas de un monasterio católico en una de las islas, Millais y Effie fantasearon con la belleza de los aspectos pintorescos de la religión católica presente allí en el pasado. Millais le dijo a su esposa que quería hacer una pintura al respecto después de que regresaran de su viaje.

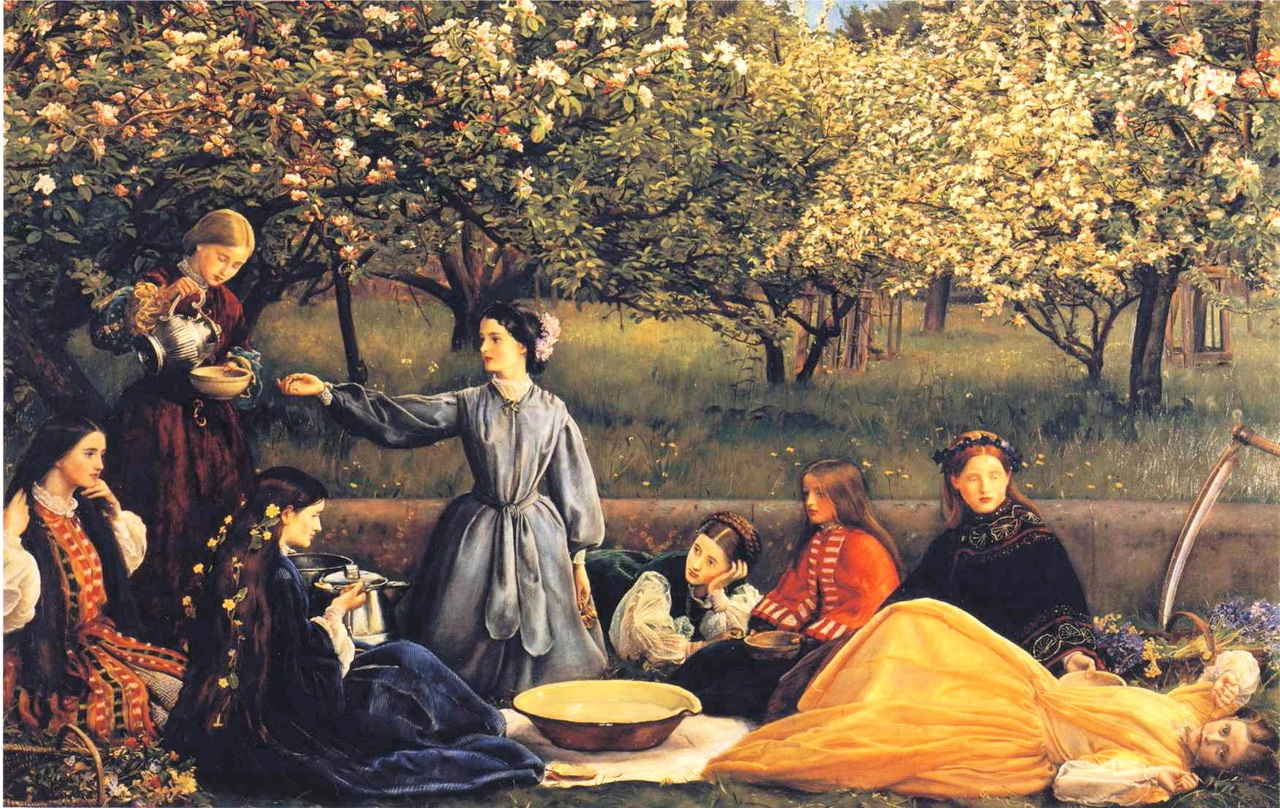
Primavera, pendant de este cuadro.

Al final, Millais tardó otros tres años en comenzar a trabajar, aunque no con una obra histórica. Se puso a trabajar en la pintura, según Effie, después de ser atrapado por un hermoso sol poniente en octubre de 1858. Inmediatamente tomó su paleta y pintó el primer boceto de la obra, con pinceladas toscas, en plein air en el jardín de la casa familiar de Effie, incluidas las figuras. Las hermosas puestas de sol se prolongaron durante dos o tres noches, durante las cuales trabajó ininterrumpidamente. Luego retocó la pintura en el interior, suavizando los colores del cielo y la puesta de sol. La tumba y las lápidas las pintó varios meses después en el antiguo cementerio de Kinnoull en Perth.

#### Título
El título de la pintura, así como el subtítulo 'Donde los cansados encuentran reposo', están tomados de la canción de Mendelssohn 'Ruhetal' de 'Sechs Lieder, Opus 59, no.5'. Millais escuchó la canción cantada por su hermano William e inmediatamente sintió que sería un título perfecto para la pintura.
El valle del descanso fue una de las obras favoritas de Millais. La exhibió en la Real Academia de Arte (Royal Academy of Arts) en 1859, junto con Primavera (o Manzanos en flor) de 1856, como acompañante, o sea pendant. Durante esta exposición, la obra fue fuertemente criticada, en parte por su temática católica, pero luego fue considerada como uno de los mayores logros de Millais. Fue comprada personalmente por Henry Tate en 1896 para su Tate Gallery.
La pintura es una de las satirizadas en la acuarela de Florence Claxton (1838-1920) que parodia las principales obras prerrafaelitas de los años anteriores, La elección de Paris: Un idilio (1860).

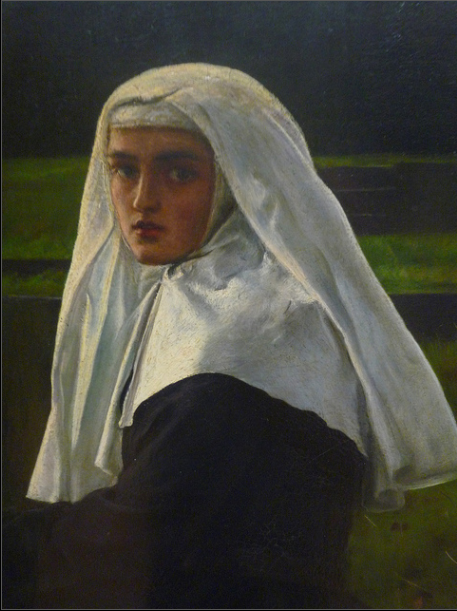
Detalle de la monja de la derecha, mirando directamente al espectador.

## Interpretación

#### Memento Mori
La mortalidad es ampliamente vista como el tema rector de El valle del descanso. La pequeña calavera del rosario indica inequívocamente un memento mori. La asociación principal parece ser de tranquilidad y paz. Millais siempre valoró la contemplación, lo que también puede explicar su afecto por las monjas. Sin embargo, surge la pregunta de si eso es todo lo que hay que decir. Varias características de la pintura parecen requerir una mayor interpretación. Ciertas características también están abiertas a múltiples interpretaciones:

#### Monjas y sexualidad
Llama la atención, por ejemplo, que Millais se decante por las monjas católicas, lo que habitualmente se consideraba sospechoso y controvertido en la Inglaterra anglicana. El hecho de que mujeres tengan que realizar trabajo pesado también es notable, lo que plantea la pregunta de por qué una monja trabaja tan duro, mientras que la otra solo observa.
No está claro cuál es la relación entre las dos monjas. Spangler apunta a un claro trasfondo sexual en la escena con dos féminas jóvenes y bellas, que sería propio de la obra de Millais en general, y también, por ejemplo, de Primavera, a la que presenta como contrapartida. Spangler sugiere que el cementerio amurallado puede verse como un símbolo de su virginidad, donde su belleza se desperdicia por el paso de la vida. La ausencia de hombres también puede interpretarse sexualmente, dejando abierta la posibilidad de que el espectador intervenga. La historiadora del arte Susan Casteras llama a esto "el síndrome de la monja salvada" y también señala otras obras de Millais, como Sister Anna's Probation (1861). También hace una referencia al anterior matrimonio sin consumar de Effie con John Ruskin, del cual se dice que Millais la "salvó". Según Spangler, también se puede deducir de la obra de Millais que tenía preferencia por las mujeres sumisas, a las que a menudo oponía cierta severidad. Lo llamativo a este respecto es que la monja de la derecha mira directamente al espectador. Tiene una mirada devota pero al mismo tiempo imperiosa. Millais parece haber invertido mucho tiempo en encontrar la expresión facial correcta y, en su opinión, la más apropiada para ella.

#### Tema funerario
Otro punto de debate en cuanto al tema de la pintura es el acto mismo del entierro. El crítico de arte Tom Lubbock (1957-2011) sugiere que incluso podría haber algo más que un funeral, algo misterioso, escondido en el crepúsculo. Se pregunta qué están haciendo allí, solo ellas dos, tan tarde. Quizás nadie sea enterrado, escribe en un artículo en The Independent en 2009, sino que las monjas desenterrarán a alguien de la tierra oscura. Quizás la monja de la derecha mira con tanta dureza al espectador porque se siente atrapada, haciéndole parte de una oscura conspiración.
Spangler hace una conexión con las discusiones que estaban teniendo lugar en Inglaterra en el momento en que se creó la pintura sobre la prohibición de los funerales privados, lo que podría darle a la pintura una tendencia conservadora opuesta, o tal vez no. Millais fue un maestro en la creación de significados ambiguos, a menudo para evocar o reforzar una atmósfera misteriosa. En El valle del descanso esto se muestra eminentemente. Según Lubbock, los temas ocultos, lo esquivo de la intención exacta del pintor y lo ambiguo en la interpretación, son precisamente las cosas que intrigan en la pintura.